# Associazione Calcio Pro Sesto 1993-1994
Questa pagina raccoglie le informazioni riguardanti l'Associazione Calcio Pro Sesto nelle competizioni ufficiali della stagione 1993-1994.

## Stagione
Nella stagione 1993-1994 la Pro Sesto ha disputato il girone A del campionato di Serie C1, piazzandosi in sesta posizione di classifica con 47 punti. Il torneo è stato vinto con 68 punti dal Chievo che ha ottenuto la promozione diretta in Serie B, la seconda promossa è stata il Como che ha vinto i playoff. Perché da questa stagione in poi nei campionati di Serie C vi sono due grosse novità, i tre punti per la vittoria e l'introduzione di Playoff e Playout, che renderanno le stagioni più combattute. La prima classificata e l'ultima hanno già assegnato il loro destino, l'altra promossa e le altre retrocesse saranno stabilite dalla coda del torneo. La favorita del campionato è il blasonato Bologna, che però viene eliminato nei Playoff dalla Spal, che a sua volta cede in finale al Como. La Pro Sesto per la quinta stagione di fila è affidata a Gianfranco Motta e disputa un campionato molto solido ed equilibrato, ottenendo 12 vittorie, 11 pari e 11 sconfitte, restando in lotta con il Como fino al termine del torneo, per agguantare il quinto posto, che sarebbe valso la disputa dei primi Playoff. I migliori due elementi di questa stagione sono stati il giovane difensore Fabio Macellari ed il diciottenne centrocampista Davide Tedoldi, partito con la Primavera, ma che Gianfranco Motta ha portato stabilmente in prima squadra. Nella Coppa Italia la Pro Sesto disputa il girone D, piazzandosi al secondo posto alle spalle del Fiorenzuola.

## Rosa
| N. |                   | Ruolo | Calciatore        |
| -- | ----------------- | ----- | ----------------- |
|    | Italia (bandiera) | C     | Matteo Ambrosoni  |
|    | Italia (bandiera) | A     | Giovanni Bonavita |
|    | Italia (bandiera) | C     | Ezio Brevi        |
|    | Italia (bandiera) | P     | Fabrizio Casazza  |
|    | Italia (bandiera) | A     | Massimo Castelli  |
|    | Italia (bandiera) | A     | Marco Cavicchia   |
|    | Italia (bandiera) | D     | Davide Corti      |
|    | Italia (bandiera) | C     | Paolo Crucitti    |
|    | Italia (bandiera) | A     | Ignazio Damato    |
|    | Italia (bandiera) | D     | Stefano Di Gioia  |
|    | Italia (bandiera) | A     | Nunzio Falco      |

| N. |                   | Ruolo | Calciatore               |
| -- | ----------------- | ----- | ------------------------ |
|    | Italia (bandiera) | D     | Fabio Macellari          |
|    | Italia (bandiera) | D     | Claudio Mandotti         |
|    | Italia (bandiera) | C     | Giuliano Melosi          |
|    | Italia (bandiera) | A     | Gian Battista Olivari    |
|    | Italia (bandiera) | C     | Santo Parise             |
|    | Italia (bandiera) | P     | Roberto Perrone          |
|    | Italia (bandiera) | C     | Mauro Rossetti           |
|    | Italia (bandiera) | C     | Stefano Sodero           |
|    | Italia (bandiera) | D     | Massimiliano Tacchinardi |
|    | Italia (bandiera) | C     | Davide Tedoldi           |
|    | Italia (bandiera) | C     | Moreno Zocchi            |

## Risultati

### Campionato

#### Girone di andata
| Arbitro: | Baudo (Torino) |

|              |           |  |
| Bonavita 24’ | Marcatori |  |

| Arbitro: | Piretti (Ravenna) |

|           |           |  |
| Ratti 57’ | Marcatori |  |

| Arbitro: | Corda (Cagliari) |

|                                |           |  |
| Cavicchia 31’ (rig.) Brevi 87’ | Marcatori |  |

| Trieste 3 ottobre 1993 4ª giornata | Triestina                  | 0 – 0 | Pro Sesto | Stadio Nereo Rocco\| Arbitro: \| Cardella (Torre del Greco) \| |
| Arbitro:                           | Cardella (Torre del Greco) |       |           |                                                                |

| Arbitro: | Strazzera (Trapani) |

|                                |           |              |
| Ghezzi 26’ (rig.) De Mozzi 71’ | Marcatori | 25’ Bonavita |

| Sesto San Giovanni 17 ottobre 1993 6ª giornata | Pro Sesto           | 0 – 0 | SPAL | Stadio Breda\| Arbitro: \| Pisacreta (Salerno) \| |
| Arbitro:                                       | Pisacreta (Salerno) |       |      |                                                   |

| La Spezia 24 ottobre 1993 7ª giornata | Spezia           | 0 – 0 | Pro Sesto | Stadio Alberto Picco\| Arbitro: \| Bancale (Latina) \| |
| Arbitro:                              | Bancale (Latina) |       |           |                                                        |

| Arbitro: | Gregoroni (Napoli) |

|           |           |  |
| Falco 70’ | Marcatori |  |

| Arbitro: | Gregori (Piacenza) |

|                                    |           |          |
| Castelli 49’ Tedoldi 66’ Falco 81’ | Marcatori | 88’ Erba |

| Arbitro: | Rizzo (Catania) |

|                            |           |            |
| S. Protti 40’ Leonardi 58’ | Marcatori | 8’ Tedoldi |

| Arbitro: | Capozzi (Vicenza) |

|              |           |         |
| Castelli 77’ | Marcatori | 3’ Pasa |

| Arbitro: | Serena (Bassano del Grappa) |

|             |           |  |
| Lorenzo 24’ | Marcatori |  |

| Arbitro: | Baglioni (Prato) |

|          |           |                                |
| Brevi 8’ | Marcatori | 3’ Maran 56’ Curti 73’ Cossato |

| Arbitro: | G. Bizzotto (Castelfranco Veneto) |

|                         |           |                       |
| Crucitti 10’ Parise 86’ | Marcatori | 42’ (rig.) Mazzaferro |

| Arbitro: | Farina (Novi Ligure) |

|                      |           |  |
| Mirabelli 70’ (rig.) | Marcatori |  |

| Arbitro: | Urbano (Carbonia) |

|                               |           |                  |
| Crucitti 38’, 44’ Tedoldi 86’ | Marcatori | 60’ G.L. Savoldi |

| Arbitro: | Acronzio (Teramo) |

|  |           |                               |
|  | Marcatori | 22’ (rig.), 42’ (rig.) Melosi |

#### Girone di ritorno
| Arbitro: | Freddi (Sassari) |

|             |           |            |
| Benfari 52’ | Marcatori | 59’ Damato |

| Arbitro: | Ruggiero (Nocera Inferiore) |

|              |           |          |
| Crucitti 37’ | Marcatori | 85’ Donà |

| Arbitro: | Santoruvo (Bari) |

|                                                         |           |            |
| Sacchetti 25’, 49’ Cecconi 65’ Spigarelli 75’ Negri 88’ | Marcatori | 47’ Melosi |

| Arbitro: | De Prisco (Nocera Inferiore) |

|            |           |                   |
| Melosi 65’ | Marcatori | 82’ (rig.) Romano |

| Arbitro: | Casaluci (Lecce) |

|                     |           |  |
| Zocchi 6’ Falco 65’ | Marcatori |  |

| Arbitro: | D'Errico (Frattamaggiore) |

|             |           |                         |
| Zamuner 55’ | Marcatori | 39’ Macellari 43’ Falco |

| Arbitro: | Calabrese (Avezzano) |

|  |           |             |
|  | Marcatori | 45+3’ Troli |

| Arbitro: | Sputore (Vasto) |

|              |           |           |
| Ceccaroni 6’ | Marcatori | 2’ Parise |

| Arbitro: | Bancale (Latina) |

|                              |           |  |
| Maffioletti 33’ Balesini 80’ | Marcatori |  |

| Carpi 10 aprile 1994 27ª giornata | Pro Sesto          | 0 – 0 | Carpi | Stadio Sandro Cabassi\| Arbitro: \| Gregoroni (Napoli) \| |
| Arbitro:                          | Gregoroni (Napoli) |       |       |                                                           |

| Arbitro: | Cardella (Torre del Greco) |

|                        |           |  |
| Nervo 26’ Clementi 70’ | Marcatori |  |

| Arbitro: | Corda (Cagliari) |

|            |           |  |
| Olivari 8’ | Marcatori |  |

| Arbitro: | Guiducci (Arezzo) |

|               |           |  |
| Antonioli 42’ | Marcatori |  |

| Arbitro: | Strocchia (Nola) |

|             |           |             |
| Putelli 10’ | Marcatori | 17’ Olivari |

| Arbitro: | Freddi (Sassari) |

|                       |           |             |
| Olivari 53’ Falco 79’ | Marcatori | 88’ Bressan |

| Arbitro: | Ingenito (Nocera Inferiore) |

|                     |           |                       |
| Preti 39’ Misso 83’ | Marcatori | 3’ Falco 46’ Crucitti |

| Arbitro: | Pin (Conegliano) |

|                               |           |                    |
| Olivari 29’, 74’ Castelli 89’ | Marcatori | 47’ (rig.) Serioli |

## Coppa Italia

### Girone D
| Arbitro: | Anselmo (Asti) |

|  |           |              |
|  | Marcatori | 47’ G. Rossi |

| Arbitro: | Pellegatta (Collegno) |

|              |           |  |
| Bonavita 30’ | Marcatori |  |

| Arbitro: | Capozzi (Vicenza) |

|              |           |                          |
| Padovani 22’ | Marcatori | 70’ Bonavita 75’ Olivari |

| 1º settembre 1993 4ª giornata |  | – Turno di riposo Pro Sesto |  |  |

| La Spezia 5 settembre 1993 5ª giornata | Spezia           | 0 – 0 | Pro Sesto | Stadio Alberto Picco\| Arbitro: \| Baglioni (Prato) \| |
| Arbitro:                               | Baglioni (Prato) |       |           |                                                        |